# Galium macedonicum
Galium macedonicum är en måreväxtart som beskrevs av Franz Xaver Krendl. Galium macedonicum ingår i släktet måror, och familjen måreväxter. Inga underarter finns listade i Catalogue of Life.